# Halisarna

Mapa con algunas de las principales antiguas ciudades griegas de Eólida, en la zona septentrional de Asia Menor. Halisanra figura al sur de Pérgamo.

Halisarna (en griego, Ἁλίσαρνα) era una antigua ciudad de Eólida. Es citada por Jenofonte tanto en la Anábasis como en las Helénicas:
Las ciudades de Halisarna, Pérgamo y Teutrania habían sido regaladas por el rey persa Darío I al espartano Demarato hacia el año 486 a. C. por su ayuda en la expedición contra Grecia. Sus descendientes continuaban gobernando estas ciudades a principios del siglo IV a. C.
Durante la retirada de Pérgamo de la Expedición de los Diez Mil, fue atacada, entre otras, por tropas de las ciudades de Halisarna y Teutrania que estaban dirigidas por Procles, hijo de Demarato.
En las Helénicas, Jenofonte relata que la ciudad de Halisarna, junto a las de Pérgamo, Teutrania, Gambrio, Palaigambrio, Mirina y Grinea fueron entregadas por sus gobernantes al ejército que, bajo el mando del espartano Tibrón, en torno al año 399 a. C., había acudido a la zona para tratar de liberar las colonias griegas del dominio persa.